# Daniel Marcelli
Pour les articles homonymes, voir Marcelli.
Daniel Marcelli est un pédopsychiatre français.
Il est depuis 1989 professeur de psychiatrie de l'enfant et de l'adolescent à la faculté de médecine et chef du service de psychiatrie infanto-juvénile du Centre Hospitalier Henri Laborit de Poitiers. Ancien interne des Hôpitaux de Paris. Il est l'auteur de nombreux ouvrages de référence en pédopsychiatrie. Il est par ailleurs directeur de l'école d'orthophonie de Poitiers depuis septembre 2010.
Le Professeur Marcelli est membre du Collectif surexposition écrans (CoSE), et anciennement président de la Société française de psychiatrie de l'enfant, de l'adolescent et des disciplines associées.

## Un « trouble neuro-développemental nouveau »: l'EPEE (Exposition précoce et excessive aux écrans)
Le 30 avril 2018, le professeur Marcelli, dans une interview donnée au journal Le Monde, évoque un faisceau d'arguments cliniques en faveur de l'existence du trouble de l'exposition précoce et excessive aux écrans (EPEE), lié à un perturbateur environnemental, à savoir l'écran sous toutes ses formes. La naissance de ce syndrome est corrélée à une polémique entre le Dr Anne-Lise Ducanda, (médecin en PMI), et des parents d'enfants autistes. Le 27 mars 2018, Daniel Marcelli affiche son soutien au Collectif Surexposition Écrans (CoSE) en justifiant la pertinence de l'usage par celle-ci des termes « traits autistiques » et « symptômes d'allure autistique » pour qualifier les manifestations présentes chez les jeunes enfants (de moins de quatre ans) qui regardent divers types d'écrans plusieurs heures par jour.
Pour ce faire, Daniel Marcelli oppose la notion d'autisme typique (autisme infantile), reconnue par la CIM-10 comme faisant partie des troubles envahissants du développement (TED) spécifiques, à la catégorie des troubles envahissants du développement non spécifiques (TED-NS). La dénomination des TED-NS permettait, dans le DSM IV, de classifier les manifestations de TED n'apparaissant que dans deux catégories de symptômes au lieu de trois, et est désormais incluse, d'après le DSM V, dans la catégorie des troubles du spectre de l'autisme (TSA). Daniel Marcelli continue malgré cela de distinguer ces deux notions comme qualitativement différentes, position notamment illustrée par Bernard Golse dans une interview donnée à Libération le 27 avril 2010, dans laquelle la catégorie des TSA est qualifiée de régression nosologique et les TED-NS de rubrique non scientifique, de manière opposée à la notion d'autisme infantile.
Daniel Marcelli met en avant la confusion possible entre ce syndrome et les TSA. Il souligne que, contrairement à ces derniers, le retrait des écrans entraîne une amélioration comportementale. Les traits évoqués pour décrire ce syndrome sont un retard de communication qui devient évident à partir de 2-3 ans, un intérêt devenant exclusif, une agitation et des troubles du comportement, une instabilité d’attention. Il est également évoqué que, contrairement aux jeunes enfants TSA, les enfants atteints de l'EPEE ne détournent pas les yeux. Cependant, à ce sujet, le DSM V parle d'un déficit de la communication non verbale, ainsi que d'anomalies dans le contact visuel, ne précisant pas si le regard est fuyant ou fixe. Le site Spectredelautisme.com souligne la diversité des manifestations psychopathologiques et l'idée qu'une personne soit capable d'utiliser le contact visuel ne signifie pas que cette personne n'est pas autiste.
Le terme d'« exposition précoce et excessive aux écrans » avait déjà été employé dès 2016 par Carole Vanhoutte, membre du CoSE, orthophoniste et cofondatrice du groupe de réflexion Joue, pense, parle.

## Publications
- Daniel Marcelli et Stéphanie Eligert, La violence chez les tout-petits, Bayard, septembre 2010, 237 p. (ISBN 978-2-227-48127-5 et 2-227-48127-7).
- Il est permis d'obéir : l'obéissance n'est pas la soumission, Albin Michel, août 2009 (ISBN 978-2-253-13200-4 et 2-253-13200-4).
- Daniel Marcelli et David Cohen, Enfance et psychopathologie, Masson, coll. « Les âges de la vie », 2009, 8e éd., 722 p. (ISBN 978-2-294-70703-2 et 2-294-70703-6).
- C'est donc ça l'adolescence ?, Bayard Culture, janvier 2009 (ISBN 978-2-227-47791-9 et 2-227-47791-1).
- Adolescence et psychopathologie, Masson, septembre 2008, 689 p. (ISBN 978-2-294-08966-4 et 2-294-08966-9).
- C'est en disant non qu'on s'affirme, Hachette Littérature, octobre 2007 (ISBN 978-2-01-237255-9 et 2-01-237255-4).
- Qu'est-ce que ça sent dans ta chambre ?, avec Carine Baudry, août 2006 (ISBN 2226169024).
- Daniel Marcelli, Marcel Rufo, Serge Hefez et Philippe Jeammet, Les nouveaux ados : Comment vivre avec ?, Bayard, août 2006 (ISBN 2-227-48682-1).
- Daniel Marcelli et David Cohen, Enfance et psychopathologie, Masson, avril 2006 (ISBN 2-294-01407-3).
- Daniel Marcelli, Patrice Huerre, Danièle Guilbert et Jean-Yves Le Fourn, Questions d'autorité, Ramonville-Saint-Agne, Erès, coll. « Enfance et Psy », mars 2006, 214 p. (ISBN 2-7492-0547-6).
- L'enfant chef de famille, Paris, Lgf, février 2006, 317 p. (ISBN 2-253-11603-3).
- La surprise, chatouille de l'âme, Albin Michel, janvier 2006 (ISBN 2-226-32175-6).
- Les yeux dans les yeux : l'énigme du regard, Paris, Albin Michel, janvier 2006, 277 p. (ISBN 2-226-16798-6).
- Daniel Marcelli et Guillemette de La Borie-Munier, Ados, galères, complexes et prises de tête, Paris, Albin Michel, février 2005, 318 p. (ISBN 2-226-15720-4).
- Daniel Marcelli et Patrick Alvin, Médecine de l'adolescent, Paris, Masson, janvier 2005, 453 p. (ISBN 2-294-01417-0).
- Adolescence et psychopathologie, Masson, février 2004, 689 p. (ISBN 2-294-08966-9).
- Daniel Marcelli et Guillemette de La Borie-Munier, Tracas d'ados, soucis de parents, Albin Michel, septembre 2002 (ISBN 2-226-31680-9).
- Daniel Marcelli et Elise Berthaut, Dépression et tentatives de suicide à l'adolescence, Paris, Masson, mai 2001, 264 p. (ISBN 2-225-83470-9).
- Classification multi-axiale des troubles psychiatriques chez l'enfant et l'adolescent : classification CIM-10 des troubles mentaux et des troubles du comportement de l'enfant et de l'adolescent  (trad. de l'anglais), Paris, Masson, mars 2001, 269 p. (ISBN 2-225-83530-6).
- Les états dépressifs à l'adolescence, Paris/Milan/Barcelone, Masson, juin 2000, 206 p. (ISBN 2-225-84938-2).
- Carl E. Pickhardt et Marie-Sylvie Rivière (trad. de l'anglais), L'enfant unique, Paris, Albin Michel, janvier 2000, 229 p. (ISBN 2-226-11092-5).
- Daniel Marcelli et Alain Braconnier, L'adolescence aux mille visages, Odile Jacob, février 1998 (ISBN 2-7381-3852-7).
- Philippe Gutton, L'expression corporelle : Approche méthodologique, perspectives pédagogiques, Bayard, juin 1997.
- Les états limites en psychiatrie : Borderlines, Paris, PUF, mars 1994, 77 p. (ISBN 2-13-038173-1).
- Position autiste et naissance de la psyché, PUF, mars 1986, 194 p. (ISBN 978-2-13-039304-7).
- Daniel Marcelli et Julian de Ajuriaguerra (revue et augmentée), Psychopathologie de l'enfant, Masson, 1984 (ISBN 2-225-80220-3).

## Décorations
- Chevalier de la Légion d'honneur le 14 avril 2017[8]